# Pogoń Szczecin (piłka ręczna kobiet)

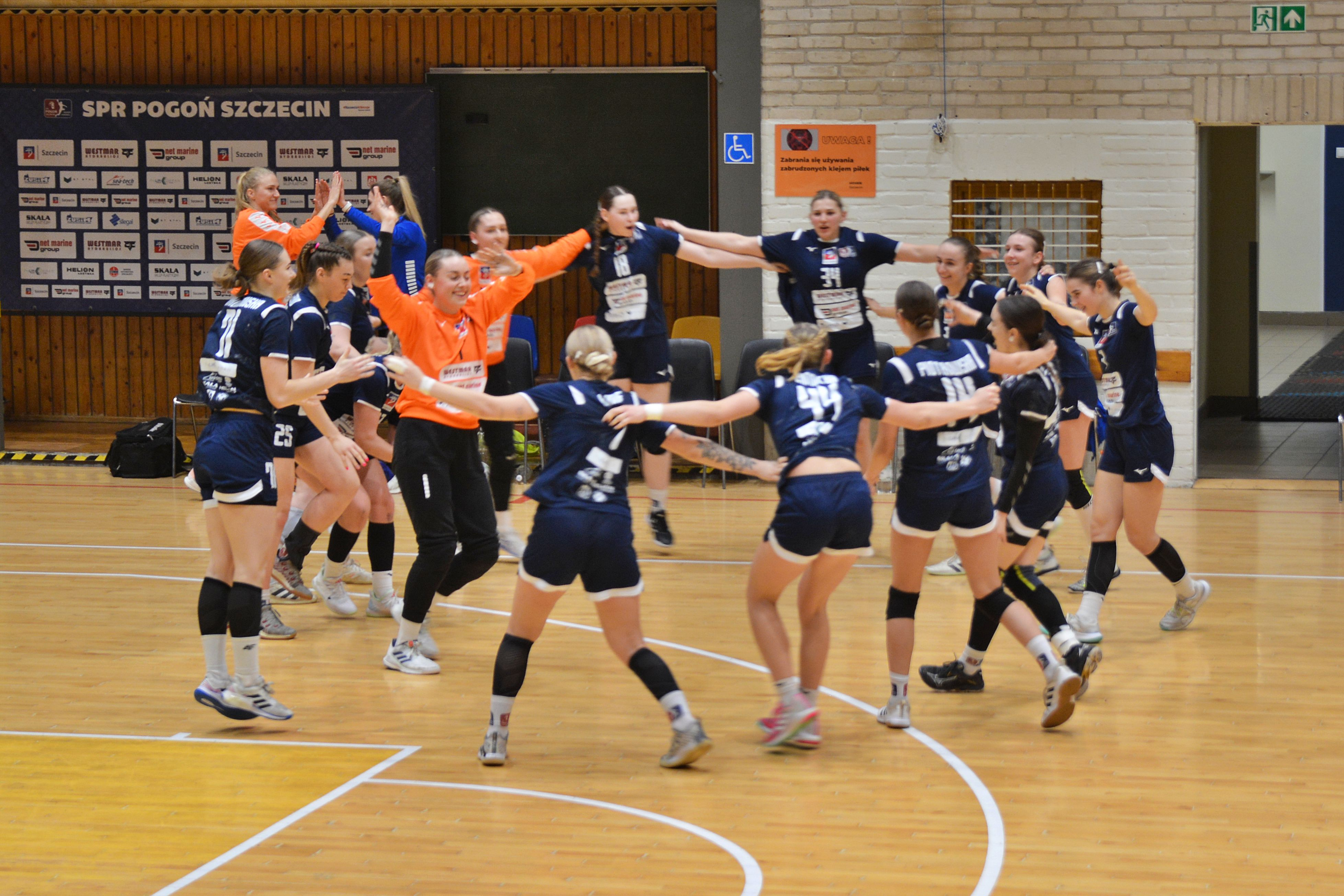
Radość ze zwycięstwa szczecińskiej drużyny

SPR Pogoń Szczecin – polski klub piłki ręcznej kobiet, założony w 1949 roku w Szczecinie. Trzykrotny mistrz kraju, oraz zdobywca 3 pucharów polski.

## Historia
Początki działalności Związku Piłki Ręcznej w Szczecinie datują się od października 1949 roku. Na Walnym Zjeździe Związku wybrano Zarząd „Szczypiorniaka” przy Państwowym Urzędzie WF i PW w Szczecinie.
W następnych latach nastąpił dynamiczny rozwój sekcji szczypiorniaka w szkołach, zakładano też drużyny w AZS, Spójni i Kolejarzu. Nie było jednak rozgrywek, gdyż nie rejestrowano tak wielu drużyn. Dopiero 1953 roku za sprawą powstałego Technikum Wychowania Fizycznego zaczęto rozpowszechniać tę dyscyplinę, organizowano kursy sędziów i instruktorów.
W rozgrywkach prym wiodły zespoły szkolne. W 1961 żeński zespół MKS Kusy zdobył mistrzostwo Polski juniorek, a w rok później awans do ekstraklasy. Szkolny Związek Sportowy nie mogąc prowadzić drużyny seniorek przekazał ją do MKS Pogoń. Pobyt wśród najlepszych trwał jednak krótko. Zabrakło umiejętności i doświadczenia oraz ogrania ligowego. W dwa lata później sytuacja powtórzyła się. Piłkarki szkolnego klubu uzyskały prawo ubiegania się w walce o awans do grona najlepszych drużyn kraju. Szansę tę wykorzystały i znów SZS przekazał zespół Pogoni.
Drużyna piłki ręcznej kobiet "Pogoni" należała do najbardziej utytułowanych zespołów w grach zespołowych w Polsce (mistrzynie Polski w latach 1983, 1987, 1990; wicemistrzynie w 1971). Było to zasługą współpracy działaczy, trenerów ligowych i trenerów grup młodzieżowych. Osiągnięcia juniorek młodszych i starszych – złote, srebrne i brązowe medale zdobyte na Mistrzostwach Polski Juniorek młodszych i starszych, Ogólnopolskiej Spartakiadzie Młodzieży i Mistrzostwach Polski Szkolnego Związku.
W latach 90. drużyna funkcjonowała w strukturach klubu Łącznościowiec Szczecin.
W latach 2011–2019 Pogoń występowała w Superlidze (do 2017 pod nazwą Pogoń Baltica Szczecin), zdobywając medal brązowy (2015) i srebrny (2016). Po sezonie 2018/19 zdecydowano o likwidacji klubu. Kontynuacji szczecińskiego żeńskiego szczypiorniaka podjął się MKS Kusy Szczecin, który w sezonie 2019/2020 rozpoczął zmagania w II lidze. Po dwóch latach drużyna awansowała do I ligi i przyjęła nazwę SPR Pogoń Szczecin.
W sezonie 2021/2022 szczecińskie szczypiornistki zakończyły sezon na 2 miejscu 1 ligi (grupa A). Sezon 2022/2023 Pogoń ukończyła na 3 miejscu 1 ligi grupy A i uzyskała sportowy awans do nowo tworzonej Ligi Centralnej. 
Na zapleczu Superligi (Liga Centralna Kobiet) szczecinianki w sezonie 2023/2024 zajęły 7 miejsce (na 12 zespołów).  

## Największe sukcesy

### Sukcesy krajowe
- Mistrzostwo Polski:
  -  1 miejsce (3x):  1983, 1986, 1991
  -  2 miejsce (5x): 1971, 1984, 1989, 1990, 2016
  -  3 miejsce (3x): 1985, 1987, 2015
- Puchar Polski:
  -  1 miejsce (4x): 1971, 1980, 1986, 1992
  -  2 miejsce (3x): 2016, 2018, 2019
  -  3 miejsce (2x): 2014, 2015

### Sukcesy międzynarodowe
- Challenge Cup:
  -  2 miejsce (2x): 2015, 2019

## Drużyna

### Kadra sezon 2018/19
| Nr  | Imię i nazwisko     | Data urodzenia      | Wzrost | Pozycja           | Poprzedni klub       | Narodowość |
| --- | ------------------- | ------------------- | ------ | ----------------- | -------------------- | ---------- |
| 27. | Marta Wawrzynkowska | 19 czerwca 1992     | 173 cm | Bramkarka         | HK Halden (Norwegia) | Polska     |
| 48. | Natalia Krupa       | 16 stycznia 1997    | 181 cm | Bramkarka         | KPR Ruch Chorzów     | Polska     |
| 6.  | Patrycja Noga       | 13 kwietnia 1994    | 177 cm | Kołowa            | UKS Conrad Gdańsk    | Polska     |
| 11. | Marlena Urbańska    | 11 stycznia 1998    | 186 cm | Kołowa            | SMS Płock            | Polska     |
| 30. | Ivana Dežić         | 27 lipca 1994       | 180 cm | Prawe rozegranie  | HC Podravka Vegeta   | Chorwacja  |
| 39. | Natalia Nosek       | 20 kwietnia 1998    | 176 cm | Prawe rozegranie  | SMS ZPRP Płock       | Polska     |
| 8.  | Agata Cebula        | 1 marca 1989        | 172 cm | Środek rozegrania | Zgoda Ruda Śląska    | Polska     |
| 47. | Karolina Kochaniak  | 5 lipca 1995        | 174 cm | Rozegranie        | MKS Kusy Szczecin    | Polska     |
| 19. | Joanna Wołoszyk     | 19 stycznia 1995    | 183 cm | Rozegranie        | GTPR Gdynia          | Polska     |
| 4.  | Ivana Božović       | 28 stycznia 1991    | 178 cm | Rozegranie        | CS Măgura Cisnădie   | Czarnogóra |
| 40. | Daria Zawistowska   | 12 grudnia 1995     | 171 cm | Skrzydłowa        | MKS Kusy Szczecin    | Polska     |
| 21. | Daria Szynkaruk     | 19 maja 1998        | 172 cm | Skrzydłowa        | Start Elbląg         | Polska     |
| 3.  | Oktawia Płomińska   | 5 października 1998 | 166 cm | Lewe skrzydło     | KPR Ruch Chorzów     | Polska     |
| 13. | Natalia Janas       | 16 września 1999    | 170 cm | Lewe skrzydło     | KPR Jelenia Góra     | Polska     |

## Puchar Polski

### Sezon 2014/2015
| Runda            | Data Spotkania   | Drużyny                                         | Wynik |
| ---------------- | ---------------- | ----------------------------------------------- | ----- |
| 1/8 finału       | 21 stycznia 2015 | AZS AWF Warszawa - SPR Pogoń Baltica Szczecin   | 20:42 |
| 1/4 finału       | 18 lutego 2015   | KPR Ruch Chorzów - SPR Pogoń Baltica Szczecin   | 29:27 |
| 1/4 finału       | 25 lutego 2015   | SPR Pogoń Baltica Szczecin - KPR Ruch Chorzów   | 33:27 |
| 1/2 finału       | 16 maja 2015     | MKS Zagłębie Lubin - SPR Pogoń Baltica Szczecin | 24:25 |
| Mecz o 3 miejsce | 17 maja 205      | MKS Selgros Lublin - SPR Pogoń Baltica Szczecin | 24:25 |

### Sezon 2015/2016
| Runda      | Data Spotkania   | Drużyny                                                  | Wynik |
| ---------- | ---------------- | -------------------------------------------------------- | ----- |
| 1/8 finału | 2 lutego 2016    | Piotrcovia Piotrków Tryb. - SPR Pogoń Baltica Szczecin   | 24:30 |
| 1/4 finału | 23 marca 2016    | SPR Pogoń Baltica Szczecin - Energa AZS Koszalin         | 23:25 |
| 1/4 finału | 30 marca 2016    | Energa AZS Koszalin - SPR Pogoń Baltica Szczecin         | 24:26 |
| 1/2 finału | 16 kwietnia 2016 | SPR Pogoń Baltica Szczecin - KGHM Metraco Zagłębie Lubin | 29:28 |
| Finał      | 17 kwietnia 2016 | GTPR Gdynia - SPR Pogoń Baltica Szczecin                 | 26:21 |

### Sezon 2016/2017
| Runda      | Data Spotkania | Drużyny                                       | Wynik |
| ---------- | -------------- | --------------------------------------------- | ----- |
| 1/8 finału | 15 lutego 2017 | KPR Jelenia Góra - SPR Pogoń Baltica Szczecin | 23:38 |
| 1/4 finału | 8 marca 2017   | GTPR Gdynia - SPR Pogoń Baltica Szczecin      | 24:23 |

### Sezon 2017/2018
| Runda      | Data Spotkania   | Drużyny                                | Wynik |
| ---------- | ---------------- | -------------------------------------- | ----- |
| 1/8 finału | 17 stycznia 2018 | KPR Ruch Chorzów - SPR Pogoń Szczecin  | 22:44 |
| 1/4 finału | 28 lutego 2018   | SPR Pogoń Szczecin - GTPR Gdynia       | 28:25 |
| 1/2 finału | 11 kwietnia 2018 | SPR Pogoń Szczecin - KRAM Start Elbląg | 27:21 |
|            | 18 kwietnia 2018 | KRAM Start Elbląg - SPR Pogoń Szczecin | 28:24 |
| Finał      | 12 maja 2018     | MKS Perła Lublin - SPR Pogoń Szczecin  | 34:25 |

### Sezon 2018/2019
| Runda      | Data Spotkania | Drużyny                                     | Wynik |
| ---------- | -------------- | ------------------------------------------- | ----- |
| 1/4 finału | 13 lutego 2019 | EKS Start Elbląg - SPR Pogoń Szczecin       | 24:31 |
| 1/2 finału | 27 marca 2019  | SPR Pogoń Szczecin - Energa AZS Koszalin    | 21:19 |
| Finał      | 18 maja 2019   | Metraco Zagłębie Lubin - SPR Pogoń Szczecin | 25:19 |

### Sezon 2021/2022
| Runda      | Data Spotkania | Drużyny                                     | Wynik |
| ---------- | -------------- | ------------------------------------------- | ----- |
| 1/8 finału | 4 lutego 2022  | SPR Pogoń Szczecin - Korona Handball Kielce | 27:37 |

## Europejskie Puchary

### Challenge Cup

#### Sezon 2014/2015
| Runda      | Data Spotkania    | Drużyny                                                | Wynik |
| ---------- | ----------------- | ------------------------------------------------------ | ----- |
| 3 runda    | 15 listopada 2014 | SPR Pogoń Baltica Szczecin - HIFK Helsinki             | 40:21 |
|            | 23 listopada 2014 | HIFK Helsinki - SPR Pogoń Baltica Szczecin             | 17:34 |
| 1/8 finału | 7 lutego 2015     | JAC Alcanena - SPR Pogoń Baltica Szczecin              | 22:33 |
|            | 8 lutego 2015     | JAC Alcanena - SPR Pogoń Baltica Szczecin              | 21:26 |
| 1/4 finału | 14 marca 2015     | Ardeşen GSK - SPR Pogoń Baltica Szczecin               | 31:28 |
|            | 15 marca 2015     | Ardesen GSK - SPR Pogoń Baltica Szczecin               | 26:31 |
| 1/2 finału | 4 kwietnia 2015   | SPR Pogoń Baltica Szczecin - Galytchanka               | 29:28 |
|            | 11 kwietnia 2015  | Galytchanka - SPR Pogoń Baltica Szczecin               | 21:25 |
| Finał      | 3 maja 2015       | SPR Pogoń Baltica Szczecin - Union Mios Biganos-Begles | 20:21 |
|            | 10 maja 2015      | Union Mios Biganos-Begles - SPR Pogoń Baltica Szczecin | 28:24 |

#### Sezon 2018/2019
| Runda      | Data Spotkania    | Drużyny                                     | Wynik |
| ---------- | ----------------- | ------------------------------------------- | ----- |
| 3 runda    | 11 listopada 2018 | SPR Pogoń Szczecin - HIFK Helsinki          | 33:22 |
|            | 12 listopada 2018 | HIFK Helsinki - SPR Pogoń Szczecin          | 21:21 |
| 1/8 finału | 2 lutego 2019     | Alavarium / Love Tiles - SPR Pogoń Szczecin | 26:41 |
|            | 3 lutego 2019     | SPR Pogoń Szczecin - Alavarium / Love Tiles | 32:25 |
| 1/4 finału | 2 marca 2019      | SPR Pogoń Szczecin - Boden Handboll IF      | 28:22 |
|            | 3 marca 2019      | Boden Handboll IF - SPR Pogoń Szczecin      | 27:27 |
| 1/2 finału | 7 kwietnia 2019   | H.V. Quintus - SPR Pogoń Szczecin           | 21:25 |
|            | 13 kwietnia 2019  | SPR Pogoń Szczecin - H.V. Quintus           | 32:22 |
| Finał      | 5 maja 2019       | SPR Pogoń Szczecin - Rocasa Gran Canaria    | 23:30 |
|            | 12 maja 2019      | Rocasa Gran Canaria - SPR Pogoń Szczecin    | 23:24 |

### Puchar EHF Cup

#### Sezon 2015/2016
| Runda   | Data Spotkania       | Drużyny                                             | Wynik |
| ------- | -------------------- | --------------------------------------------------- | ----- |
| 2 runda | 17 października 2015 | SPR Pogoń Baltica Szczecin - LC Brühl Handball      | 31:23 |
|         | 18 października 2015 | LC Brühl Handball - SPR Pogoń Baltica Szczecin      | 19:28 |
| 3 runda | 14 listopada 2015    | ASC Corona 2010 Brasov - SPR Pogoń Baltica Szczecin | 24:24 |
|         | 15 listopada 2015    | SPR Pogoń Baltica Szczecin - ASC Corona 2010 Brasov | 20:24 |

#### Sezon 2016/2017
| Runda   | Data Spotkania       | Drużyny                                                    | Wynik |
| ------- | -------------------- | ---------------------------------------------------------- | ----- |
| 1 runda | 17 września 2016     | Galytchanka - SPR Pogoń Baltica Szczecin                   | 24:22 |
|         | 18 września 2016     | SPR Pogoń Baltica Szczecin - Galytchanka                   | 24:20 |
| 2 runda | 15 października 2016 | SPR Pogoń Baltica Szczecin - Nykøbing Falster Håndboldklub | 29:35 |
|         | 22 października 2016 | Nykøbing Falster Håndboldklub - SPR Pogoń Baltica Szczecin | 33:28 |

## Linki zewnęrzne
- Strona internetowa SPR Pogoń Szczecin.